# Dopatrium pusillum
Dopatrium pusillum är en grobladsväxtart som beskrevs av Peter Geoffrey Taylor. Dopatrium pusillum ingår i släktet Dopatrium och familjen grobladsväxter. Inga underarter finns listade i Catalogue of Life.